# Ono Eijirō
Ono Eijirō (小野 英二郎?) (prefectura de Fukuoka, 23 de junio de 1864-26 de noviembre de 1927) fue un economista, banquero y académico japonés conocido por su contribución a la modernización de las instituciones financieras de Japón y por fortalecer las relaciones internacionales entre Japón y Occidente, particularmente con Estados Unidos. Como académico pionero, fue uno de los primeros japoneses en realizar estudios económicos formales en el extranjero, lo que lo posicionó como una figura influyente en el desarrollo económico durante la era Meiji. Además, desempeñó papeles cruciales en la reconstrucción económica tras el gran terremoto de Kantō de 1923 y en la promoción de la cooperación internacional.

## Biografía

### Orígenes y educación
Ono nació en una familia samurái del clan Yanagawa. Desde joven destacó por su capacidad académica, ingresando en 1879 a la escuela secundaria de Yanagawa y posteriormente a la Escuela de Inglés Doshisha en 1880. Obtuvo un bachiller universitario en letras en la Universidad Doshisha (1880). Continuó su formación en Estados Unidos, donde obtuvo un bachiller universitario en filosofía en la Oberlin College (1887). En 1890, completó un doctorado en la Universidad de Míchigan, presentando una disertación titulada La revolución industrial en Japón bajo la supervisión del diplomático James B. Angell.
Durante su estancia en la Universidad de Míchigan, Ono donó doce volúmenes a la biblioteca universitaria, contribuyendo a la formación de una colección sobre la historia económica de la era Meiji.

### Carrera profesional
Al regresar a Japón en 1890, Ono trabajó inicialmente como maestro en Yanagawa y luego como profesor y jefe administrativo en la Escuela de Derecho y Política de la Universidad Doshisha. En 1896, se unió al Banco de Japón, donde ocupó diversos cargos, incluido el de director de la oficina de operaciones. Más tarde, desempeñó funciones clave como vicepresidente del Banco Industrial de Japón (1913) y eventualmente asumió la presidencia en 1923. Durante su liderazgo, gestionó la recuperación económica tras el gran terremoto de Kantō, apoyando a pequeñas y medianas empresas y al sector naviero.
Ono también representó al Banco de Japón en Nueva York y Londres entre 1896 y 1906, fortaleciendo los lazos económicos internacionales y promoviendo relaciones bilaterales entre Japón y Estados Unidos. Fue cofundador de la Japan Society de Nueva York en 1907 y participó activamente en la America-Japan Society de Tokio.

### Vida personal y legado
Ono contrajo matrimonio y tuvo varios hijos, entre ellos el zoólogo Shun'ichi Ono. Su nieta, Yoko Ono, se convirtió en una figura prominente en el ámbito artístico y cultural. Ono falleció mientras ocupaba la presidencia del Banco Industrial de Japón. Su tumba, situada en Tokio, está decorada con un relieve que representa su carrera bancaria.

## Obras
- La revolución industrial en Japón: Disertación presentada en la Universidad de Míchigan en 1889, considerada una de las primeras investigaciones académicas japonesas sobre economía industrial.[1]